# Кирога-и-Паласиос, Фернандо
Фернандо Кирога-и-Паласиос (исп. Fernando Quiroga y Palacios; 21 января 1900, Маседа, Испания — 7 декабря 1971, Мадрид, Испания) — испанский кардинал. Епископ Мондоньедо с 24 ноября 1945 по 4 июня 1949. Архиепископ Сантьяго-де-Компостела с 4 июня 1949 по 7 декабря 1971. Кардинал-священник с 12 января 1953, с титулом церкви Сант-Агостино с 29 октября 1953.